# Coniopteryx tjederi
Coniopteryx tjederi là một loài côn trùng trong họ Coniopterygidae thuộc bộ Neuroptera. Loài này được Kimmins miêu tả năm 1934.